# Thyra (fiume)
La Thyra è un fiume tedesco lungo 20 km che scorre interamente nel circondario di Mansfeld-Harz Meridionale, nel Land della Sassonia-Anhalt.

## Corso
La Thyra si forma nell'antica città di Stolberg (nello Harz) dalla confluenza di tre corsi d'acqua di montagna: la Große Wilde, la Kleine Wilde e la Lude. Lascia Stolberg dirigendosi verso sud attraverso una stretta valle fino a Rottleberode, ex comune indipendente ed ora frazione del comune di Südharz. Qui esso si allarga di molto per poi restringersi a Uftrungen. A sud di quest'ultimo la Thyra lascia lo Harz per inoltrarsi nella Goldene Aue, attraversa quindi Berga e poi sfocia nella Helme.

## Etimologia
Il nome proviene dalla radice duria. Questa è di origine illirico e costituisce la radice di parecchie denominazioni di fiumi. Essa può provenire da protoindoeuropeo dheu, che significa "correre" o anche "scorrere".